# Solmsia chrysophylla
Solmsia chrysophylla är en tibastväxtart som beskrevs av Henri Ernest Baillon. Solmsia chrysophylla ingår i släktet Solmsia och familjen tibastväxter. Inga underarter finns listade i Catalogue of Life.